# Derobrochus abstractus
Derobrochus abstractus is een fossiele soort schietmot uit de familie Polycentropodidae.